# Laterculus regum Ovetensium
El Laterculus regum Ovetensium es un hipotético cronicón compuesto a comienzos del reinado de Alfonso II el Casto, que habría servido de base a una serie de obras analísticas posteriores que presentan una sospechosa semejanza textual: el Chronicon Complutense, el Chronicon Conimbrigense IV, el Laterculus Legionensis, el Chronicon Compostellanum y el Chronicon Lusitanum. Sería por tanto el primer trestimonio historiográfico de los reinos cristianos tras la invasión musulmana de 711.
Su existencia fue propuesta por primera vez por el historiador francés Lucien Barrau-Dihigo, y admitida por Claudio Sánchez Albornoz, que acuñó el término Laterculus regum Ovetensium, por Pierre David, que determinó el conjunto documental más antiguo asociado a este texto, los Annales Portugalenses Veteres, y por Manuel Díaz y Díaz.